# 第17屆台北電影節
2015年台北電影節是在2015年6月26日至7月16日，於臺灣的台北市舉辦。電影大使：鳳小岳。

## 簡介
參展影片如下：
- 林嶺東《迷城》

- 劇情長片

| 片名               | 導演              |
| ------------------ | ----------------- |
| 《百日告別》       | 林書宇            |
| 《太陽的孩子》     | 鄭有傑、勒嘎·舒米 |
| 《青田街一號》     | 李中              |
| 《醉˙生夢死》      | 張作驥            |
| 《寧靜咖啡館之歌》 | 姜秀瓊            |
| 《念念》           | 張艾嘉            |
| 《軍中樂園》       | 鈕承澤            |
| 《愛琳娜》         | 林靖傑            |
| 《溫水蛤蟆》       | 何蔚庭            |
| 《小孩》           | 于瑋珊            |

## 獲獎名單

### 台北電影獎
- 百萬首獎：《醉·生夢死》
- 最佳劇情長片：《醉·生夢死》
- 最佳紀錄片：《如歌的行板》
- 最佳短片：《保全員之死》
- 最佳動畫片：《自動販賣機》
- 最佳導演獎：蔡明亮《無無眠》
- 最佳編劇獎：鈕承澤、曾莉婷《軍中樂園》
- 最佳男主角：李鴻其《醉·生夢死》
- 最佳女主角：永作博美《寧靜咖啡館之歌》
- 最佳男配角獎：鄭人碩《醉·生夢死》
- 最佳女配角獎：呂雪鳳《醉·生夢死》
- 最佳新演員獎：許安植《悄悄》
- 最佳剪輯獎：許惟堯《如歌的行板》
- 最佳攝影獎：陳懷恩、張皓然《如歌的行板》
- 最佳美術設計獎：黃美清《軍中樂園》
- 媒體推薦獎：《醉·生夢死》
- 觀眾票選獎：《太陽的孩子》
- 評審團特別獎：黃大旺《台北抽搐》
- 卓越貢獻獎：柯一正

### 國際新導演競賽
- 最佳影片：《吾愛吾詩》
- 評審團特別獎：《她們的孩子》
- 觀眾票選獎：《寧靜咖啡館之歌》

## 外部連結
- 官方网站